# Callisto (formație)
Callisto este o formație post-metal din Turku, Finlanda. Trupa a fost formată în 2001, în Kokkola. Deși primele lor lucări au fost hardcore/metalcore, primul album lansat True Nature Unfolds a fost unul sludge metal cu influențe de doom metal, iar al doilea album Noir are influențe de progressive metal și un sunet mult mai dinamic. Al treilea lor album Providence a fost lansat în 2009, introducând o utilizare largă de vocal curat în muzica lor. În afară de acompanierea vocii feminine pe unele dintre piesele lor timpurii, ei au folosit instrumente neașteptate pentru metal, cum ar fi saxofonul, violoncel, flaut și corn englez. Textul scurt și criptat al pieselor lui Callisto conține teme și motive creștine.
Clăparul Arto Karvonen, unul dintre cei 2 membri fondatori, a dat numele formației făcând aluzie la magazinele de alcool din Finlanda și la cât de scump este alcoolul (kallis înseamnă scump în finlandeză). În Finlanda, băuturile care conțin peste 4,7% alcool sunt vândute în magazine speciale controlate de o companie de stat (Alko), iar alcoolul e suprataxat, 
Callisto a avut câteva turnee în Europa între 2004 și 2009, iar în martie 2007 a evoluat la niște concerte în Canada și SUA, cântând la Canadian Music Week în Toronto și festivalul South by Southwest în Austin, Texas.

## Discografie
Albume de studio
- True Nature Unfolds (2004)
- True Nature Unfolds (reeditare) (2005)
- Noir (2006)
- Providence (2009)
- Secret Youth  (2015)

Alte lansări
- Dying Desire Single (2001)
- Ordeal of the Century Mini CD (2002)
- Ordeal of the Century (reeditare) Mini CD (2003)
- Jemima/Klimenko 12" (2004)

## Membrii actuali
- Jani Ala-Hukkala - vocal
- Markus Myllykangas – chitară, back vocal
- Tero Holopainen – chitară
- Juho Niemelä – bas
- Ariel Björklund – tobe
- Arto Karvonen – clape
- Jani Rättyä - percuție, back vocal